# Вежбін
Вежбін (пол. Wierzbin) — село в Польщі, у гміні Старі Бабиці Варшавського-Західного повіту Мазовецького воєводства.
Населення — 383 особи (2011).
У 1975-1998 роках село належало до Варшавського воєводства.

## Демографія
Демографічна структура станом на 31 березня 2011 року:
|          | Загалом | Допрацездатний вік | Працездатний вік | Постпрацездатний вік |
| -------- | ------- | ------------------ | ---------------- | -------------------- |
| Чоловіки | 193     | 54                 | 123              | 16                   |
| Жінки    | 190     | 44                 | 117              | 29                   |
| Разом    | 383     | 98                 | 240              | 45                   |